# Heksenwraak
Heksenwraak (Engels: The Witch's Revenge) is het zesde deel uit de jeugdboekenserie Spookermonde van de Amerikaanse auteur Christopher Pike. Het verscheen in 1996 in de Verenigde Staten en werd in 1997 vertaald in het Nederlands.

## Verhaal
Adam, Sara, Cindy en Watch trekken naar het kasteel van Ann Templeton om te achterhalen of ze daadwerkelijk een heks is. Daar komen ze oog in oog te staan met verschrikkelijke wezens en ontdekken ze magische voorwerpen.

## Personages
- Cindy Makey
- Adam Freeman
- Watch
- Sara Wilcox